# 圣乔治多奈
圣乔治多奈（法語：Saint-Georges-d'Aunay，法語發音：[sɛ̃ ʒɔʁʒ donɛ] ⓘ）是法国卡尔瓦多斯省的一个旧市镇，属于维尔区。2016年，圣乔治多奈与市镇库尔万合并为新市镇瑟利讷。

## 地理
圣乔治多奈（49°2'13"N, 0°40'52"W）面积23.51 平方千米，位于法国诺曼底大区卡爾瓦多斯省，该省份为法国西北部沿海省份，北濒大西洋英吉利海峡，东北与滨海塞纳省以海上边界相接，东临厄尔省，南至奧恩省，西与芒什省接壤。
与圣乔治多奈接壤的市镇（或旧市镇、城区）包括：奥东河畔欧奈、拉比涅、库尔万、瑞尔克、隆维莱尔、迈松塞勒佩尔韦、翁德方丹、特拉西博卡日。

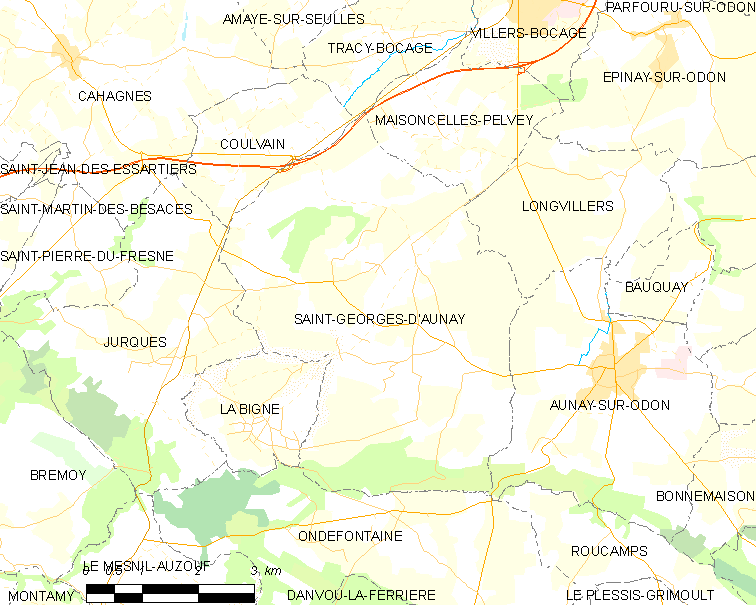
圣乔治多奈的OSM定位图

圣乔治多奈的时区为UTC+01:00、UTC+02:00（夏令时）。

## 行政
圣乔治多奈的邮政编码为14260、14310，INSEE市镇编码为14579。

## 政治
圣乔治多奈所属的省级选区为莱蒙多奈县。

## 人口

1962-2008年间圣乔治多奈人口变化图示

圣乔治多奈于2018年1月1日时的人口数量为717人。